# Jemaine Clement
Jemaine Atea Mahana Clement (Masterton, Wellington, 10 de enero de 1974) es un comediante, actor y multinstrumentista neozelandés, conocido como parte del dúo cómico Flight of the Conchords y por ser la voz de Nigel La Cacatúa en la serie de películas Río.

## Primeros años
Clement nació el 10 de enero de 1974 en Masterton, Nueva Zelanda, y fue criado por su madre maorí en la región de Wairarapa. Fue al Makoura College en Masterton. Luego de graduarse, se mudó a la capital de Nueva Zelanda, Wellington, donde estudió teatro y cine en la Universidad Victoria de Wellington. Allí conoció a Taika Waititi, con quien formó dos grupos, So You're a Man y The Humorbeasts. En 2004, The Humorbeasts hicieron una gira por Nueva Zelanda con un show titulado The Untold Tales of Maui, una interpretación de las leyendas maoríes tradicionales de Maui. El dúo ganó el premio más importante para la comedia en Nueva Zelanda, el Billy T. Award.

## Carrera

### Música
Clement y Bret McKenzie formaron Flight of the Conchords mientras eran compañeros de cuarto y estudiaban en la Universidad Victoria. Realizaron giras internacionales y lanzaron cuatro álbumes. Gracias a su éxito, HBO les ofreció su propia serie televisiva, la cual comenzó en Estados Unidos en 2007 y tuvo una segunda temporada en 2009.

### Cine y televisión
Clement actuó en varias películas. Su debut fue en la comedia de kung fu Tongan Ninja, dirigida por el neozelandés Jason Stutter. Ha trabajado con Stutter en otras dos películas: la comedia de fantasmas de bajo presupuesto Diagnosis Death y el drama Predicament, basado en la novela del fallecido novelista Ronald Hugh Morrieson. Clement también tiene un rol en la comedia estadounidense Gentlemen Broncos, dirigida por el director de Napoleon Dynamite, Jared Hess. Gracias a este rol recibió una nominación a un Independent Spirit Award al mejor actor de reparto. Aunque recibió críticas negativas, alcanzando una puntuación de 28 sobre 100 en el sitio Metacritic, algunos destacaron la actuación de Clement. En 2011 le puso voz al personaje Nigel (conocido como Pepillo en español) en la película Río y su secuela, y en 2012 fue el principal antagonista en Men in Black 3. Clement también coescribió y codirigió el falso documental sobre vampiros What We Do in the Shadows junto a su colega comediante Taika Waititi. Tuvo su premier en el Festival de Cine de Sundance de 2014 y se estrenó en Estados Unidos en febrero de 2015. En 2015 Clement protagonizó la película People, Places, Things, que también se vio en Sundance.

## Vida personal
En agosto de 2008 Clement se casó con su novia, la actriz y directora de teatro Miranda Manasiadis. Su primer hijo, Sophocles Iraia Clement, nació en octubre de 2008 en Nueva York.

## Filmografía

### Cine
| Año  | Título                       | Rol               | Notas                                                             |
| ---- | ---------------------------- | ----------------- | ----------------------------------------------------------------- |
| 1999 | Fizz                         | Hombre perseguido | Cortometraje                                                      |
| 2002 | Tongan Ninja                 | Marvin            | También escritor.                                                 |
| 2004 | Futile Attraction            | Editor            |                                                                   |
| 2007 | Eagle vs Shark               | Jarrod            |                                                                   |
| 2009 | Diagnosis: Death             | Garfield Olyphant |                                                                   |
| 2009 | Gentlemen Broncos            | Chevalier         | Nominado a Independent Spirit Award al mejor actor de reparto     |
| 2010 | Despicable Me                | Jerry el Minion   | Voz.                                                              |
| 2010 | Predicament                  | Spook             |                                                                   |
| 2010 | Dinner for Schmucks          | Kieran Vollard    |                                                                   |
| 2011 | Río                          | Pepillo (Nigel)   | Voz. Nominado a Premio Annie al mejor doblaje en un filme animado |
| 2012 | Hombres de negro III         | Boris el Animal   | Nominado a Teen Choice Awards al mejor villano                    |
| 2014 | What We Do in the Shadows    | Vladislav         | También director y escritor.                                      |
| 2014 | Muppets Most Wanted          | Prison King       |                                                                   |
| 2014 | Río 2                        | Pepillo (Nigel)   | Voz.                                                              |
| 2015 | People, Places, Things       | Will Henry        |                                                                   |
| 2015 | Don Verdean                  | Boaz              |                                                                   |
| 2016 | Moana                        | Tamatoa           | Voz                                                               |
| 2016 | The BFG                      |                   |                                                                   |
| 2018 | The Breaker Upperers         | Cita de Tinder    |                                                                   |
| 2022 | Avatar: The Way of Water     | Dr. Ian Garvin    |                                                                   |
| 2024 | Harold and the Purple Crayon | Gary              |                                                                   |
| 2024 | Thelma la unicornio          | Vic Diamond       |                                                                   |
| 2025 | Una película de Minecraft    | Daryl             |                                                                   |

### Televisión
| Año       | Título                                | Rol                            | Notas                                                     |
| --------- | ------------------------------------- | ------------------------------ | --------------------------------------------------------- |
| 1996      | The Enid Blyton Adventure Series      | Guardia MIS                    | Episodio: "Circus of Adventures"                          |
| 2002      | La tribu                              | Cowboy de realidad virtual N°2 | Episodio #4.24                                            |
| 2007-2009 | Flight of the Conchords               | Jemaine                        | Elenco principal. También cocreador, escritor y productor |
| 2008      | The Drinky Crow Show                  | Extraterrestre                 | Voz; dos episodios                                        |
| 2009      | Tim and Eric Awesome Show, Great Job! | Pareja de tenis de Tim         | Episodio: "Tenis"                                         |
| 2010      | Radiradirah                           |                                | Voz; episodios #1.1 y #1.3                                |
| 2010      | Los Simpson                           | Ethan                          | Episodio: "Elementary School Musical"                     |
| 2012      | Napoleon Dynamite                     | Professor Koontz               | Episodio: "Scantronica Love"                              |
| 2013      | Out There                             | Babel & Tenebres               | Voz; episodio: "Enter Destiny"                            |
| 2013      | #7DaysLater                           | Harrison Engstrom              | Voz; episodio: "Portrait"                                 |
| 2014      | TripTank                              | Erebos                         | Voz; episodio: "Aah, Serenity"                            |
| 2015      | Rick and Morty                        | Fart                           | Episodio: "Mortynight run" #2.2                           |
| 2017      | Legion                                | Dr. Oliver Bird                |                                                           |

## Premios y nominaciones
| Año  | Premio                                   | Categoría                                 | Trabajo nominado            | Resultado |
| ---- | ---------------------------------------- | ----------------------------------------- | --------------------------- | --------- |
| 2008 | Premios WGA                              | Serie de comedia                          | Flight of the Conchords     | Nominado  |
| 2008 | Premios WGA                              | Nueva serie                               | Flight of the Conchords     | Nominado  |
| 2008 | Premios WGA                              | Comedia de episodios                      | Flight of the Conchords     | Nominado  |
| 2008 | Premios Primetime Emmy                   | Mejor guion - serie de comedia            | Flight of the Conchords     | Nominado  |
| 2008 | Premios Primetime Emmy                   | Mejor música y letra                      | Flight of the Conchords     | Nominado  |
| 2009 | ASCAP Film and Television Music Awards   | Mejor serie de televisión                 | Flight of the Conchords     | Ganador   |
| 2009 | Premios Primetime Emmy                   | Mejor guion - serie de comedia            | Flight of the Conchords     | Nominado  |
| 2009 | Premios Primetime Emmy                   | Mejor música y letra                      | Flight of the Conchords     | Nominado  |
| 2009 | Premios Primetime Emmy                   | Mejor serie de comedia                    | Flight of the Conchords     | Nominado  |
| 2009 | Premios Primetime Emmy                   | Mejor actor - Serie de comedia            | Flight of the Conchords     | Nominado  |
| 2010 | Independent Spirit Awards                | Mejor actor de reparto                    | Gentlemen Broncos           | Nominado  |
| 2011 | Premios Annie                            | Mejor música en un programa de televisión | "Elementary School Musical" | Nominado  |
| 2012 | Teen Choice Awards                       | Mejor villano                             | Men in Black 3              | Nominado  |
| 2012 | Premios Annie                            | Mejor actuación de voz                    | Río                         | Nominado  |
| 2014 | Festival Internacional de Cine de Berlín | Oso de oro a la mejor película            | What We Do in the Shadows   | Nominado  |